# Johnny St. Cyr
Johnny Alexander St. Cyr (New Orleans, 17 april 1890 - Los Angeles, 17 juni 1966) was een Amerikaanse jazzmuzikant (gitaar, banjo).

## Biografie
St. Cyr begon als kind met een zelfgebouwde gitaar. In 1905 trad hij op met een eigen trio, daarna in afwisseling met zijn beroep als gipser, als banjospeler en gitarist van de bands van Armand J. Piron, Martin Gabriel (1913–14) en in de meest achtenswaardige brassbands van New Orleans (Superior, Olympia Brass Band, Original Tuxedo Jazz Band). Tussen 1917 en 1919 musiceerde hij op een zelfgebouwde zessnarige gitaarbanjo, samen met Louis Armstrong op Mississippi rivierstoomschepen in Fate Marables Band.
In 1923 ging hij naar King Oliver in Chicago. Van 1925 tot 1927 was hij regelmatig betrokken bij de opnamen van Louis Armstrongs Hot Five en Hot Seven, maar ook bij opnamen van Jelly Roll Mortons Red Hot Peppers, Freddie Keppard en andere beroemde muzikanten van de Chicago-jazz. Hij speelde tijdens de jaren 1920 in het Dreamland Orchestra van Doc Cook. In 1930 keerde hij terug naar New Orleans, werkte als stratenmaker en speelde alleen nog sporadisch in de bands van Paul Barbarin en Alphonse Picou. In 1955 verhuisde hij naar Los Angeles en werkte weer volledig als muzikant. Van 1961 tot aan zijn dood leidde hij de Young Men from New Orleans in Disneyland, waarin ook Barney Bigard speelde. Hij nam ook op met Barbarin, Lil Hardin Armstrong, Jimmy Noone, Kid Ory, Louis Nelson en Luis Russell.

## Overlijden
Johnny St. Cyr overleed in juni 1966 op 76-jarige leeftijd.